# Gilbert Melville Grosvenor
Gilbert Melville Grosvenor, né le 5 mai 1931 à Washington, est un géographe américain, président de la National Geographic Society pendant 23 ans, jusqu'à sa retraite en 2011.
Il a reçu quatorze doctorats honorifiques et la médaille présidentielle de la Liberté pour son engagement en faveur de la propagation de l'étude de la géographie.

## Biographie
Il est le fils de Melville Bell Grosvenor et l'arrière-petit-fils d'Alexander Graham Bell. Diplômé en psychologie de l'université Yale en 1954, il publie dès 1953 un article dans le National Geographic sur le sujet de l'inondation causée par la mer du Nord en 1953 aux Pays-Bas. Il rejoint alors le personnel du magazine comme monteur d'images.
En 1970, il devient rédacteur en chef du magazine où il écrit jusqu'en 1980, au moment où il est élu président de la National Geographic Society. En 1996, il prend sa retraite professionnelle mais continue de présider le conseil d'administration de la Société dont il est aussi directeur honoraire de l'Explorers Club.
En 1996, il reçoit une médaille d'or de la Société géographique royale du Canada ainsi que la Scottish Geographical Medal (en) de la Royal Scottish Geographical Society. Le 23 juin 2004, George W. Bush lui remet la médaille présidentielle de la Liberté, plus haute distinction civile des États-Unis.